# Carabus violaceus
Carabus violaceus је инсект који припада породици трчуљака (Carabidae).

## Опис
То је мат црна буба са љубичастим или индиго рубом глатких, овалних покрилаца и торакса. Одрасле јединке су обично дуге 20-30 mm. Не могу да лете.

## Распрострањење
Врста је палеарктичка, има је широм Европе и све до Јапана. У Србији је има у свим крајевима сем на северу земље.

## Биологија
Врста се може наћи у шумама, парковима и баштама. Активна је ноћу. И одрасли и ларве се хране голаћима, пужевима, и инсектима (вероватно сурлашима).